# Катасаха
Катасаха́ (исп. Catazajá) — малый город в Мексике, штат Чьяпас, входит в состав одноимённого муниципалитета и является его административным центром. Численность населения, по данным переписи 2020 года, составила 3344 человека.

## Общие сведения
Название Catazajá с языка майя можно перевести как — долина, скрытая водой.
Поселение Плая-де-Катасаха было основано на берегу лагуны Катасаха испанскими колонистами во главе с капитаном Хосе Эусебио Саенса в 1598 году.
19 марта 1799 года поселению был присвоен статус вильи с названием Сан-Хосе-Катасаха.